# Stuart (motorfiets)
Stuart en Stellar zijn een historische merken van motorfietsen.
De bedrijfsnaam was: Stuart Turner & Co., Shiplake Works, Henley-on-Thames.
In 1911 en 1912 bouwde Stuart Turner 298cc-eencillinder tweetakten onder zijn eigen naam, daarna ging hij de Stellar-twins produceren.
De Stellar was een interessante 748cc-tweetakt-paralleltwin met waterkoeling. De productie eindigde in 1914.